# Jesús Morales Martínez
Jesús Morales Martínez (* 18. Dezember 1985 in Uruapan, Michoacán) ist ein ehemaliger mexikanischer Fußballspieler auf der Position eines Stürmers.

## Leben
Garza  begann seine aktive Laufbahn in der Nachwuchsabteilung des Club Deportivo Guadalajara und kam in der Saison 2004/05 erstmals für das Filialteam Chivas La Piedad zum Einsatz, das in der folgenden Saison als Chivas Coras firmierte. Anschließend verbrachte er einige Monate in den USA beim Filialteam CD Chivas USA, für das er insgesamt sieben Spiele in der MLS absolvierte. Zwischendurch kam er insgesamt dreimal für die erste Mannschaft von Chivas in der höchsten mexikanischen Spielklasse zum Einsatz. Erstmals bestritt er eine Halbzeit am 9. April 2005 im Heimspiel gegen Jaguares de Chiapas (0:2). Seinen nächsten Einsatz bestritt er für die Dauer von 21 Minuten im Auftaktspiel zur Apertura 2006 bei Deportivo Toluca (0:1). Es blieb sein einziger Einsatz in dieser Halbsaison, doch gehörte er dadurch immerhin der Meistermannschaft von Guadalajara an, die den Titel (im Finale gegen Toluca mit 1:1 und 2:1) gewann. Seinen dritten und letzten Erstligaeinsatz absolvierte er am 17. Februar 2007 beim 3:0-Sieg der Chivasi beim Club Atlante, als er in der 89. Minute für Alberto Medina eingewechselt wurde.
Über eine Zwischenstation beim Club León stieß er Anfang 2009 zu den Atlantistas, die Morales zunächst in ihrem neu formierten Filialteam Potros Chetumal, dem späteren Atlante UTN, einsetzten. Für die erste Mannschaft von Atlante absolvierte er insgesamt drei Erstliga-Einsätze in der Saison 2009/10: am 29. August 2009 bei den Jaguares (1:1), am 6. September 2009 gegen die Pumas (1:0) und am 16. Januar 2010 gegen die Gallos Blancos (0:0).

## Erfolge
- Mexikanischer Meister: Apertura 2006